# Bataille du cap Spartel (1782)
Pour les articles homonymes, voir Bataille du cap Spartel et Spartel.
Guerre d'indépendance des États-Unis
La bataille du cap Spartel (ou Espartel en espagnol) est un combat naval qui oppose une flotte britannique escortant un convoi à une flotte franco-espagnole de 46 vaisseaux, le 20 octobre 1782, au large du cap Spartel pendant le siège de Gibraltar. Une quinzaine de vaisseaux français, envoyés par Louis XVI pour soutenir la marine espagnole, participent à cette opération qui se passe quelques jours après l'échec de l'attaque générale de la place.

## Résumé de l'engagement
Un mois après l'échec de l'attaque sur Gibraltar, l'amiral Richard Howe vient ravitailler la place où le scorbut menace. Howe, à la tête de 38 (ou35 vaisseaux), escorte un convoi de 183 navires de transport et profite d'une tempête qui désorganise la flotte franco-espagnole au mouillage pour entrer dans le port de Gibraltar. La place, qui supporte depuis 1779 un solide blocus terrestre est sauvée. L'amiral espagnol Luis de Córdova y Córdova ne découvre les navires anglais que lorsque ceux-ci commencent leur retour vers l'Angleterre. Córdova, qui assure le commandement général sur le Santísima Trinidad, donne aux navires alliés l'ordre de « chasse générale ». Une trentaine d'entre eux parviennent à rattraper les Anglais au large du cap Spartel, sur la côte marocaine.
L'action s'engage en fin d'après-midi. Toussaint-Guillaume Picquet de La Motte, qui commande sur l’Invincible les 15 vaisseaux de l'escadre française, est le plus engagé dans l'opération. Les Espagnols, dont les vaisseaux sont plus lourds et plus lents car non doublés de cuivre, peinent à rattraper l'adversaire et prennent une part moindre à l'engagement, excepté le San Isidro. La canonnade dure jusqu'à la nuit. Howe, qui estime sans doute qu'il a accompli sa mission et qu'il n'a pas à exposer ses navires dans un combat inutile, préfère prendre le large. L'amirauté anglaise lui reprocha sévèrement son manque de combativité. Ce combat indécis clôt les grands affrontements de la guerre d'Amérique. Le siège de Gibraltar est levé peu de temps après.

## Forces en présence

### Royaume de Grande-Bretagne
34 vaisseaux de ligne (selon Schomberg)
| Flotte de l'Admiral Richard Howe                       | Flotte de l'Admiral Richard Howe | Flotte de l'Admiral Richard Howe | Flotte de l'Admiral Richard Howe                                           | Flotte de l'Admiral Richard Howe | Flotte de l'Admiral Richard Howe | Flotte de l'Admiral Richard Howe | Flotte de l'Admiral Richard Howe   |
| Avant-garde - Première division                        | Avant-garde - Première division  | Avant-garde - Première division  | Avant-garde - Première division                                            | Avant-garde - Première division  | Avant-garde - Première division  | Avant-garde - Première division  | Avant-garde - Première division    |
| Vaisseau                                               | Rang                             | Canons                           | Commandant                                                                 | Pertes                           | Pertes                           | Pertes                           | Notes                              |
| Vaisseau                                               | Rang                             | Canons                           | Commandant                                                                 | Tués                             | Blessés                          | Total                            | Notes                              |
| ------------------------------------------------------ | -------------------------------- | -------------------------------- | -------------------------------------------------------------------------- | -------------------------------- | -------------------------------- | -------------------------------- | ---------------------------------- |
| HMS Goliath                                            | Troisième rang                   | 74                               | Captain Hyde Parker                                                        | 4                                | 16                               | 20                               |                                    |
| HMS Ganges                                             | Troisième rang                   | 74                               | Captain Charles Fielding (en)                                              | 6                                | 23                               | 29                               |                                    |
| HMS Royal William                                      | Deuxième rang                    | 84                               | Captain John Carter Allen                                                  | 2                                | 13                               | 15                               |                                    |
| HMS Britannia                                          | Premier rang                     | 100                              | Vice-Admiral Samuel Barrington Captain C. Hills                            | 8                                | 13                               | 21                               | Vaisseau amiral de l'avant-garde   |
| HMS Atlas                                              | Deuxième rang                    | 98                               | Captain George Vandeput (en)                                               | 2                                | 3                                | 5                                |                                    |
| HMS Ruby                                               | Troisième rang                   | 64                               | Captain John Collins                                                       | 6                                | 0                                | 6                                |                                    |
| Avant-garde - Deuxième division                        |                                  |                                  |                                                                            |                                  |                                  |                                  |                                    |
| HMS Panther                                            | Quatrième rang                   | 60                               | Captain Henry Hervey                                                       | 3                                | 15                               | 18                               |                                    |
| HMS Le Foudroyant                                      | Troisième rang                   | 80                               | Captain John Jervis                                                        | 4                                | 8                                | 12                               |                                    |
| HMS Edgar                                              | Troisième rang                   | 74                               |                                                                            | 0                                | 6                                | 6                                |                                    |
| HMS Polyphemus                                         | Troisième rang                   | 64                               | Captain W. C. Finch                                                        | 0                                | 4                                | 4                                |                                    |
| HMS Suffolk                                            | Troisième rang                   | 74                               | Captain Sir George Home                                                    | 0                                | 0                                | 0                                |                                    |
| HMS Vigilant                                           | Troisième rang                   | 64                               |                                                                            | 1                                | 2                                | 3                                |                                    |
| Centre - Première division                             |                                  |                                  |                                                                            |                                  |                                  |                                  |                                    |
| HMS Courageux                                          | Troisième rang                   | 74                               | Captain Lord Mulgrave                                                      | 1                                | 4                                | 5                                |                                    |
| HMS Crown                                              | Troisième rang                   | 64                               | Captain Samuel Reeve                                                       | 0                                | 1                                | 1                                |                                    |
| HMS Alexander                                          | Troisième rang                   | 74                               | Captain Lord Longford                                                      | 2                                | 4                                | 6                                |                                    |
| HMS Sampson                                            | Troisième rang                   | 64                               | Captain John Harvey                                                        | 2                                | 0                                | 2                                |                                    |
| HMS Princess Royal                                     | Deuxième rang                    | 98                               | Captain Jonathan Faulknor l'Ancien (en)                                    | 1                                | 0                                | 1                                |                                    |
| HMS Victory                                            | Premier rang                     | 100                              | Admiral Viscount Howe Captain John Leveson-Gower Captain Henry Duncan (en) | 0                                | 0                                | 0                                | Vaisseau amiral de la flotte       |
| Centre - Deuxième division                             |                                  |                                  |                                                                            |                                  |                                  |                                  |                                    |
| HMS Blenheim                                           | Deuxième rang                    | 90                               | Captain Adam Duncan                                                        | 2                                | 3                                | 5                                |                                    |
| HMS Asia                                               | Troisième rang                   | 64                               | Captain Richard Rodney Bligh (en)                                          | 0                                | 0                                | 0                                |                                    |
| HMS Egmont                                             | Troisième rang                   | 74                               |                                                                            | 0                                | 0                                | 0                                |                                    |
| HMS Queen                                              | Deuxième rang                    | 98                               | Rear-Admiral Alexander Hood Captain William Domett (en)                    | 1                                | 4                                | 5                                |                                    |
| HMS Bellona                                            | Troisième rang                   | 74                               | Captain Richard Onslow (en)                                                | 0                                | 0                                | 0                                |                                    |
| Arrière garde - Deuxième division                      |                                  |                                  |                                                                            |                                  |                                  |                                  |                                    |
| HMS Raisonnable                                        | Troisième rang                   | 64                               | Captain John Hervey                                                        | 1                                | 0                                | 1                                |                                    |
| HMS Fortitude                                          | Troisième rang                   | 64                               | Captain George Keppel                                                      | 2                                | 9                                | 11                               |                                    |
| HMS Princess Amelia                                    | Deuxième rang                    | 84                               | Rear-Admiral Richard Hughes (en) Captain J. Reynolds                       | 4                                | 5                                | 9                                |                                    |
| HMS Berwick                                            | Troisième rang                   | 74                               | Captain Charles Phipps                                                     | 1                                | 5                                | 6                                |                                    |
| HMS Bienfaisant                                        | Troisième rang                   | 64                               | Captain J. Howarth                                                         | 2                                | 4                                | 6                                |                                    |
| Arrière-garde - Première division                      |                                  |                                  |                                                                            |                                  |                                  |                                  |                                    |
| HMS Dublin                                             | Troisième rang                   | 74                               | Captain Archibald Dickson (en)                                             | 0                                | 0                                | 0                                |                                    |
| HMS Cambridge                                          | Deuxième rang                    | 84                               |                                                                            | 4                                | 6                                | 10                               |                                    |
| HMS Ocean                                              | Deuxième rang                    | 98                               | Admiral Mark Milbanke (en)                                                 | 0                                | 0                                | 0                                | Vaisseau amiral de l'arrière-garde |
| HMS Union                                              | Deuxième rang                    | 90                               | Captain John Dalrymple (en)                                                | 5                                | 15                               | 20                               |                                    |
| HMS Buffalo (en)                                       | Quatrième rang                   | 60                               | Captain John Holloway                                                      | 6                                | 16                               | 22                               |                                    |
| HMS Vengeance                                          | Troisième rang                   | 74                               | Captain John Moutray (en)                                                  | 2                                | 14                               | 16                               |                                    |
| Frégates attachées                                     |                                  |                                  |                                                                            |                                  |                                  |                                  |                                    |
| HMS Latona                                             | Cinquième rang                   | 38                               | Captain Hugh Seymour-Conway                                                | 0                                | 0                                | 0                                |                                    |
| 63 tués, 198 blessés                                   |                                  |                                  |                                                                            |                                  |                                  |                                  |                                    |
| Source: (en) Schomberg, Naval Chronology, pp. 390–393. |                                  |                                  |                                                                            |                                  |                                  |                                  |                                    |

### Flotte franco-espagnole
46 vaisseaux de ligne sous Luis de Córdova y Córdova
| Royaume d'Espagne - Santísima Trinidad (120), vaisseau amiral, Lieutenant-général Luis de Córdova y Córdova - Rayo (80) Commodore Posada - Terrible (74) - Arrogante (70) - Brillante (70), Lieutenant-général vicomte de Rochechouart - Firme (70) - Galicia (70) - Guerrero (70) - San Isidoro (70) - San Isidro (70) - San Joaquín (70) - San Juan Bautista (70) - San Justo (70) - San Lorenzo (70) - San Rafael (70) - San Vicente (70), chef d'escadre Ponce de León - Santa Isabel (70) - Serio (70) - Triunfante (70) - Vencedor (70) - Castilla (64) - España (64) - Septentrión (64) | Royaume de France - Bretagne (110) - Invincible (110), Lieutenant-général La Motte-Picquet - Majestueux (110) - Royal Louis (110), chef d'escadre chevalier de Bausset - Actif (74), M. Cillart de Surville - Dictateur (74) - Guerrier (74) - Robuste (74) - Suffisant (74) - Zodiaque (74) - Indien (64) |

Les bâtiments suivant ne prennent pas part au combat :
| Royaume d'Espagne - Purísima Concepción (112) - San Fernando (80) - Africa (70) - Oriente (70) - San Eugenio (70), Lieutenant-général comte de Guichen - Astuto (60) - San Julián (60) - Miño (54) | Royaume de France - Terrible (110), Lieutenant-général Bonet - Bienanime (74) - Atlas (70) - Lion (64), Lieutenant-général Miguel Gastón |